# Ukwa
Ukwa é uma vila no distrito de Balaghat, no estado indiano de Madhya Pradesh.

## Geografia
Ukwa está localizada a 21° 58′ N, 80° 28′ L. Tem uma altitude média de 608 metros (1 994 pés).

## Demografia
Segundo o censo de 2001, Ukwa tinha uma população de 7 108 habitantes. Os indivíduos do sexo masculino constituem 50% da população e os do sexo feminino 50%. Ukwa tem uma taxa de literacia de 72%, superior à média nacional de 59,5%: a literacia no sexo masculino é de 80% e no sexo feminino é de 64%. Em Ukwa, 14% da população está abaixo dos 6 anos de idade.